# Leopold Infeld
Leopold Infeld   (Cracòvia, 20 d'agost de 1898 - Varsòvia, 15 de gener de 1968) va ser un matemàtic i físic teòric polonès.

## Vida i Obra
Infeld va néixer al barri jueu de Kazimierz de Cracòvia en una família practicant. Tot i així va assistir des dels sis anys a l'escola polonesa (a més de l'hebraica a les tardes), graduant-se el 1916. Aquest mateix any va ingressar a la universitat Jagellònica de Cracòvia on va estudiar física i matemàtiques, tot i que els seus estudis van ser interromputs per la Primera Guerra Mundial. El curs 1920-1921 el va fer a la universitat de Berlin on va conèixer Albert Einstein i, en retornar a Cracóvia, va obtenir el doctorat amb una tesi sobre la teoria de la relativitat.
El 1922 va ser contractat com director de l'escola jueva de la vila de Konin, un lloc de treball que no li agradava pel seu aïllament, però que va acceptar perquè, com ell deia, pels polonesos només era un jueu, i pels jueus polonesos no era suficientment jueu. El 1924 va ser nomenat professor de física en un institut femení de Varsòvia; tampoc era el seu objectiu, però almenys era a Varsòvia, més a la vora dels cercles intel·lectuals.
Finalment, el 1930 va obtenir una plaça de professor ajudant a la universitat de Lwow (actual Lviv, Ucraïna). El 1933 va obtenir una beca Rockefeller que li va permetre estar els dos cursos següents a la universitat de Cambridge. El 1936, a invitació d'Einstein, es va incorporar a l'Institut d'Estudis Avançats de Princeton, que va deixar el 1938 per ocupar una plaça docent a la universitat de Toronto. Pasada la Segona Guerra Mundial i iniciada la Guerra Freda, va acabar essent infundadament sospitós de comunisme per les autoritats canadenques. Va decidir, doncs, deixar el Canadà el 1950, per retornar al seu país, on va ser professor a la universitat de Varsòvia i creador de l'Institut de Física Teòrica.